# 矢玉四郎
矢玉 四郎（やだま しろう、1944年2月3日 - 2024年7月14日）は、日本の児童文学作家、画家、漫画家、作詞家。日本児童出版美術家連盟（童美連）・日本文藝家協会会員。

## 来歴・人物
大分県別府市に生まれる。千葉大学工学部工業意匠学科卒業後、商業デザイナーとしてサラリーマン生活の後、漫画家として独立する。週刊少年マガジンなどにナンセンス漫画を発表する。
しかしその後は児童文学に転向し、その第一歩として『おしいれの中のみこたん』を出版。1980年（昭和55年）には『はれときどきぶた』（岩崎書店刊）を発表。たちまち大ヒットとなった上、テレビアニメ化されたり各国語に翻訳されたりとさまざまな反響を呼び、現代を代表する児童文学の代表作ともなった。
矢玉はその後も児童書や絵本などを精力的に発表し、荒唐無稽な世界で子供たちの想像力を刺激し続けている。
また、日本の学校の教科書などで多く行われている漢字と仮名の「交ぜ書き」（「子供」を「子ども」、「破綻」を「破たん」、「拉致」を「ら致」、「埠頭」を「ふ頭」などとするように、漢語の一部分をかなに置き換えた表記）に対しての反対論者としても知られる。特に「子ども」表記を明確に批判している。
趣味は尺八。
2024年7月14日に老衰のため死去したことが8月20日に岩崎書店から発表された。80歳没。

## 代表作
- 「はれぶた」シリーズ（岩崎書店）

1. 『はれときどきぶた』 1980
2. 『あしたぶたの日ぶたじかん』 1985
3. 『ぼくときどきぶた』 1987
4. 『ぼくへそまでまんが』 1990
5. 『ゆめからゆめんぼ』 1993
6. 『ヒッコスでひっこす』 1996
7. 『はれときどきたこ』 2002
8. 『はれときどきアハハ』 2007
9. 『はれときどきあまのじゃく』 2010
10. 『はれたまたまこぶた』 2013

- 「はれぶたぶんこ」全10冊（岩崎書店）

1. 『おしいれの中のみこたん』
2. 『うそつきたいかい』
3. 『どこでもでんしゃ』
4. 『たまねぎ博士1号タリラン』
5. 『たまねぎ博士2号タリラン』
6. 『たまねぎ博士3号タリラン』
7. 『シカクだいおうとハナクソ・マルメル』
8. 『すいかおばけのおよめさん』
9. 『でんきおばけ しんがた』
10. 『やかんねこ』

- 『ソフトクリームとっきゅう』（井沢洋二イラスト、ポプラ社、ポプラ社の小さな童話） 1979
- 『だいどころどうぶつえん』（教育研究社、すくすく童話館） 1979
- 『おばけうんどうかい』（PHP研究所） 1982
- 『じろきちおおかみ』(岩崎書店、岩﨑創作絵本8） 1985
- 『かぶとむしサーカスだん』（教育画劇、スピカのおはなしえほん8） 1985
- 『まほうおしっこシーコッコ』（文研出版、文研の創作えどうわ31） 1987
- 『しゃっくり百万べん』（偕成社、創作こどもクラブ20） 1988
- 『ねこの手もかりんとひとつ』（偕成社、おたのしみクラブ） 1992
- 『おべんとうのえんそく』（教育画劇、ゆかいなたべものえほん） 1996
- 『どかんねこ』（ポプラ社、矢玉四郎のあいうえほん） 1999
- 『ながいいぬのかいかた』（ポプラ社、矢玉四郎のあいうえほん2） 2000
- 『心のきれはし 教育されちまった悲しみに魂が泣いている』（ポプラ社） 2000 - 一般書
- 『しりとりえんそく』（ポプラ社、矢玉四郎のあいうえほん3） 2002
- 『ぶらんこぶーちゃん』（ひさかたチャイルド） 2005